# Mishmi
I Mishmi sono un gruppo etnico dell'India comprendente principalmente tre tribù:
Idu Mishmi, Digaru (Taraon) Mishmi, e Miju Mishmi.
Gli Idu Mishmi sono concentrati soprattutto nel distretto Dibang Valley e la parte nord del distretto di Lohit (ora Anjaw) nell'Arunachal Pradesh.
I membri delle tribù Miju e Digaru sono concentrati nell'Anjaw e Lohit.